# Hydrocyphon auratus
Hydrocyphon auratus es una especie de coleóptero de la familia Scirtidae.

## Distribución geográfica
Habita en  Vietnam.